# Jan Glauber
Jan Glauber, född 18 maj 1646, död 1726, var en nederländsk konstnär, även känd under namnet Polydoro.
Glauber tillhörde en konstnärligt begåvad, ursprungligen tysk släkt. Han slöt sig efter studier i Italien till Nicolas Poussins riktning och utförde senare heroiska eller arkadiska landskap. Ett av dessa finns på Statens Museum for Kunst, Köpenhamn. Glauber var även verksam som grafiker.